# NGC 4549
NGC 4549 est une lointaine galaxie spirale située dans la constellation de la Grande Ourse à une distance d'environ 201 ± 14 Mpc (∼656 millions d'al). NGC 4549 a été découverte par l'astronome germano-britannique William Herschel en 1789.
L'identification de cette galaxie est incertaine et avec SDSS J123525.29+585620.4, elle forme peut-être une paire réelle de galaxies. 

## Caractéristiques

### Distance
Sa vitesse par rapport au fond diffus cosmologique est de 13 648 ± 10 km/s, ce qui correspond à une distance de Hubble de 201 ± 14 Mpc (∼656 millions d'al).

### Identification
Il existe passablement de confusion au sujet de l'identification de NGC 4547 et de NGC 4549. La galaxie PGC 41897 au sud-est de NGC 4547 est, en certain endroit, désignée comme NGC 4549,ce qui est une erreur.

### Paire de galaxies?
La galaxie au sud-est de NGC 4549 est SDSS J123525.29+585620.4 et sa vitesse radiale est égale à 12 140 ± 3 km/s, ce qui est très semblable à celle de NGC 4549. Il est donc possible qu'elles forment une paire réelle de galaxie.